# Manuel Ochsenreiter
Manuel Ochsenreiter, född 18 maj 1976 i Isny im Allgäu, död 18 augusti 2021 i Moskva, var en tysk journalist och företrädare för den nya högern. Ochsenreiter var från 2004 till 2011 chefredaktör för Deutsche Militärzeitschrift, som han också skrev för. I mars 2011 bytte han till motsvarande position vid månadstidskriften Zuerst!. Båda tidskrifterna ges ut av Dietmar Munier och tillhör det högerextrema spektrumet.